# Bento Gonçalves da Silva
Bento Gonçalves da Silva (né le 23 septembre 1788 à Triunfo et mort à Pedras Brancas au Brésil, le 18 juillet 1847) est un militaire, homme politique et patriote brésilien.

## Biographie
Personnage fondamental du Partido da Farroupilha, Bento Gonçalves da Silva fut aussi le premier président du Rio Grande do Sul.
Ayant embrassé la carrière militaire, il décida de séparer le Rio Grande do Sul du reste du Brésil impérial. Général, il avait sous ses ordres les commandants Antônio de Souza Netto et Giuseppe Garibaldi. Au Rio Grande do Sul, il est considéré comme un héros national.